# Henry Sidgwick

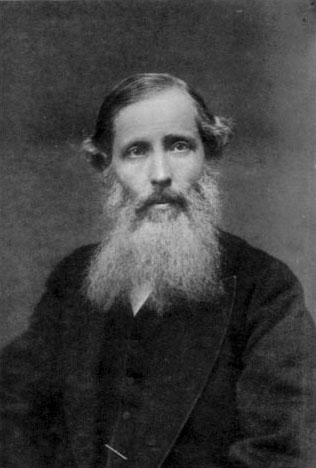
Henry Sidgwick

Henry Sidgwick (Skipton, 31 mei 1838 – Cambridge, 28 augustus 1900) was een Brits utilitaristisch filosoof en econoom. Hij was een van de oprichters en de eerste voorzitter van de Society for Psychical Research en lid van de Metaphysical Society. Hij bevorderde het hoger onderwijs aan vrouwen. Ook zijn werk in de economie heeft een blijvende invloed gehad. Een bekende studente van hem was E. E. Constance Jones.

## Werken

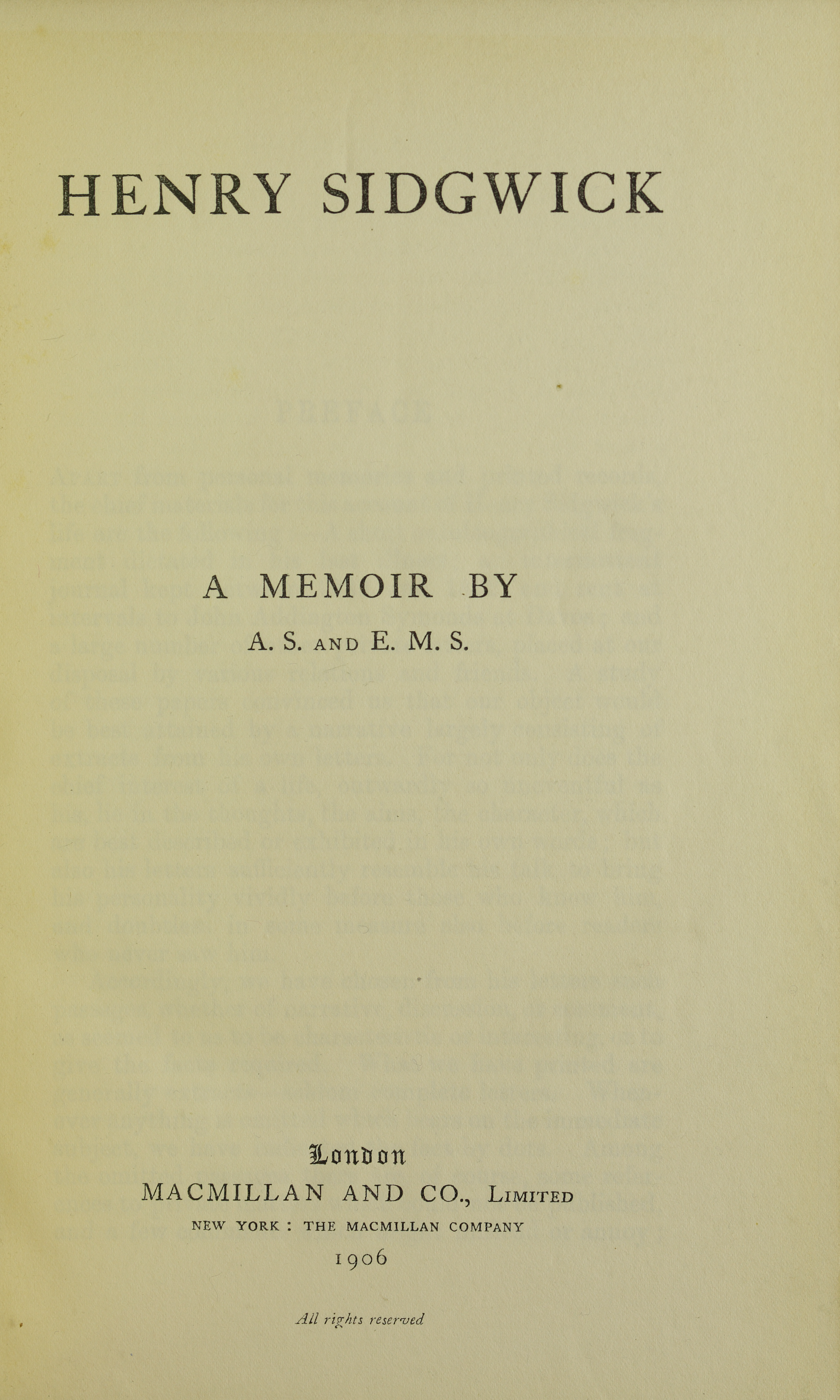
Arthur & Eleanor Mildred Sidgwick, Henry Sidgwick, 1906

Sidgwick was een beroemde leraar. Hij behandelde zijn leerlingen alsof het medestudenten waren. Sidgwick was zeer geïnteresseerd in paranormale verschijnselen, maar hij wijdde zijn energie voornamelijk aan de studie van religie en filosofie. Opgegroeid in de Anglicaanse Kerk dreef hij weg van het orthodoxe christendom. Reeds in 1862 beschreef hij zichzelf als een theïst, onafhankelijk van de gevestigde religie Voor de rest van zijn leven was hij niet in staat om naar het christendom als religie terug te keren, dit hoewel hij het christendom als "vanuit een sociologisch oogpunt onmisbaar en onvervangbaar achtte".
In de politieke economie was hij een utilitarist in de traditie van John Stuart Mill en Jeremy Bentham. Zijn werk werd gekenmerkt door zorgvuldig onderzoek van de eerste beginselen, zoals in zijn onderscheid tussen positieve- en normatieve redeneringen, en door kritische, niet altijd constructieve analyse. Zijn invloed was zo groot dat bijvoorbeeld Alfred Marshall, de stichter van de Cambridge School of Economics, hem zou hebben beschreven als zijn "spirituele vader en moeder."
Sidgwick was een voorvechter van de kansen voor vrouwen in de wetenschap, die in de 19e eeuw doorgaans geen toegang hadden tot de universiteiten. Hij was in 1869-1871, samen met de feministe Millicent Fawcett, de drijvende kracht achter de oprichting van Newnham College in Cambridge, dat tot op de huidige dag alleen voor vrouwen bestemd is. Een van de eerste studentes was de natuurkundige en feministe Eleanor Mildred "Nora" Balfour (1845-1936), die in 1876 zijn vrouw werd. Zij had van 1892 tot 1900 de leiding over Newnham College.

## Familie
Zijn zus, Mary Benson (1841-1918), was de echtgenote van de aartsbisschop van Canterbury, Edward White Benson (r. 1883-1896).

## Voetnoten
1. ↑  "Losing My Religion": Sidgwick, Theism, and the Struggle for Utilitarian Ethics in Economic Analysis door Steven G. Medema: http://hope.dukejournals.org/cgi/reprint/40/5/189.pdf. Gearchiveerd op 26 juli 2011.
2. ↑  Phyllis Deane, "Sidgwick, Henry," The New Palgrave: A Dictionary of Economics, 1987, v. 4, blz. 328-29
3. ↑  Net als Henry was de aartsbisschop een groot pleitbezorger van academisch onderwijs voor vrouwen.

- Bibliothèque nationale de France: cb12316694f (data)
- Catàleg d'autoritats de noms i títols de Catalunya: 981058511068306706
- CiNii: DA02283675
- Gemeinsame Normdatei: 118797050
- International Standard Name Identifier: 0000 0001 0888 155X
- Library of Congress Control Number: n82064052
- Nationale Bibliotheek van Letland: 000032492
- Bibliotheek van het Japanse parlement: 00526181
- Nationale Bibliotheek van Tsjechië: vse2008449674
- Nationale bibliotheek van Australië: 35498332
- Nationale Bibliotheek van Israël: 987007267892705171
- Nederlandse Thesaurus van Auteursnamen: 068997442
- LIBRIS: 320063
- SNAC: w6988crt
- Système universitaire de documentation: 032065825
- Trove: 974993
- Virtual International Authority File: 36986233
- WorldCat: E39PBJfCwqpRyMMtBXkptJ94bd